# Краснов (лунный кратер)
Кратер Краснов (лат. Krasnov) — крупный ударный кратер в  юго-восточной части гор Кордильеры на видимой стороне Луны. Название присвоено в честь российского астронома Александра Васильевича Краснова (1866—1907)и утверждено Международным астрономическим союзом в 1964 г. Образование кратера относится к позднеимбрийскому периоду. 

## Описание кратера

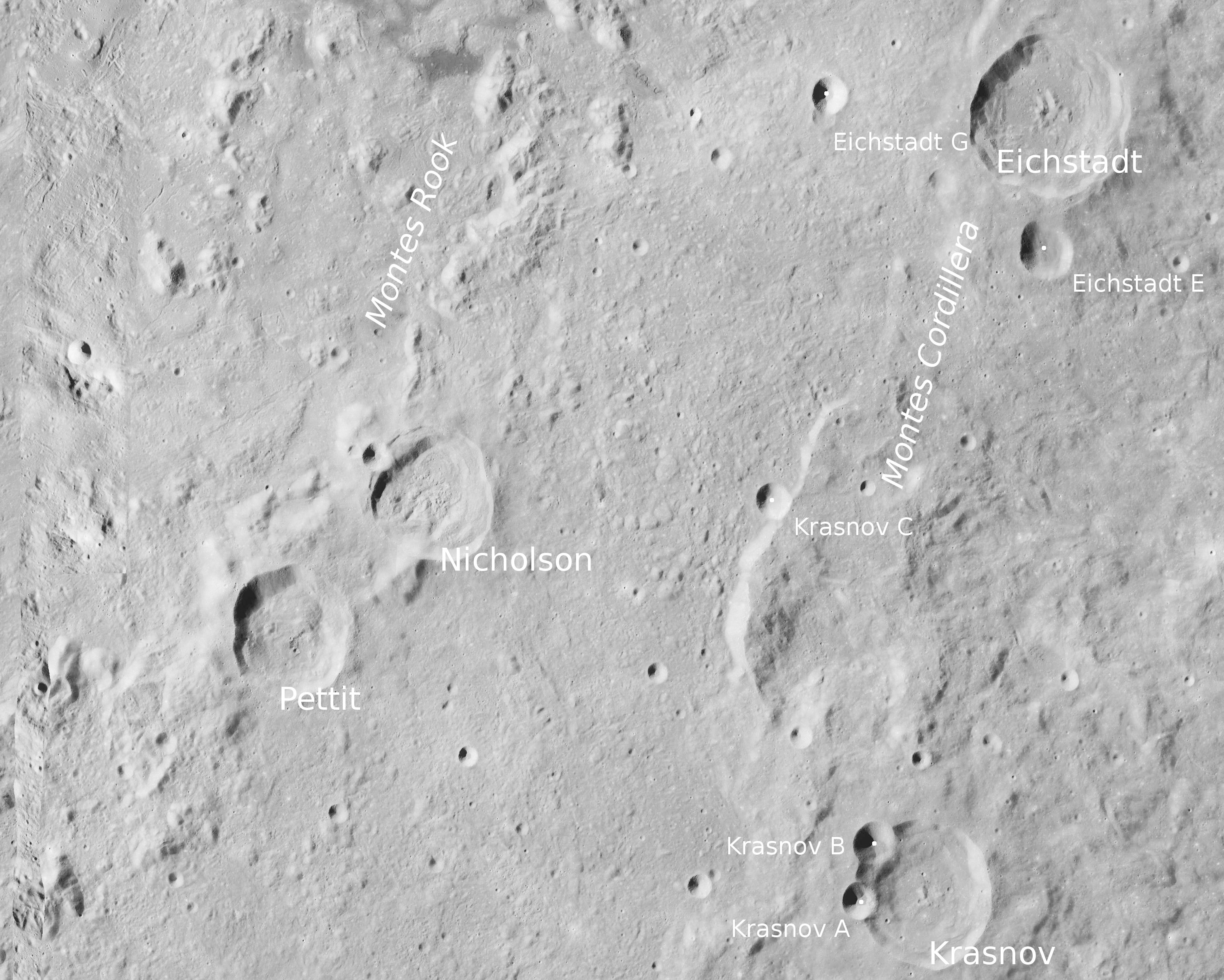
Окрестности кратера Краснов. Снимок зонда Lunar Reconnaissance Orbiter.

Ближайшими соседями кратера Краснов являются кратеры Петтит и Никольсон на западе-северо-западе; кратер Эйхштедт на севере; кратер Лагранж на востоке-юго-востоке; кратер Шейлер на юго-западе и кратер Райт на западе-юго-западе. На северо-западе от кратера находятся горы Рук, на юге-юго-западе – долина Бувара. Селенографические координаты центра кратера 29°56′ ю. ш. 79°49′ з. д. / 29,93° ю. ш. 79,82° з. д., диаметр 41,2 км, глубина 4,6 км.
Кратер Краснов имеет полигональную форму. Вал c четко очерченной острой кромкой, в западной части перекрыт сателлитным кратером Краснов А (см. ниже), в северо-западной - сателлитным кратером Краснов B. У подножия внутреннего склона находятся осыпи пород. Высота вала над окружающей местностью достигает 1030 м, объем кратера составляет приблизительно 1200 км³.  Дно чаши пересеченное, имеется небольшой центральный пик.
За счет своего расположения у юго-западного лимба Луны кратер при наблюдениях имеет искаженную форму, наблюдения зависят от либрации.

## Сателлитные кратеры

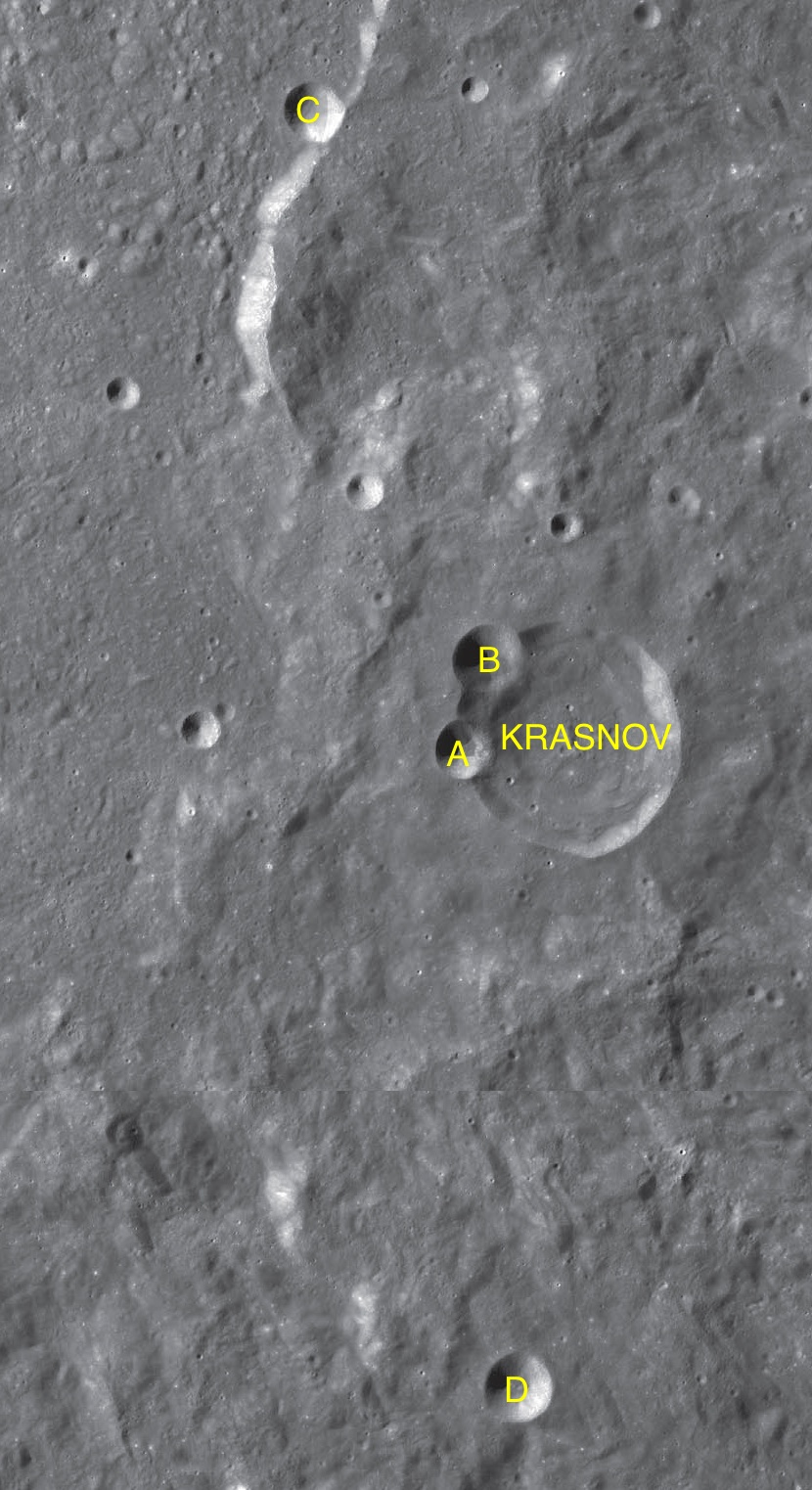
Фрагменты карт LAC-91, LAC-109.

| Краснов | Координаты                                            | Диаметр, км |
| ------- | ----------------------------------------------------- | ----------- |
| A       | 30°00′ ю. ш. 80°31′ з. д. / 30° ю. ш. 80,52° з. д.    | 10,0        |
| B       | 29°29′ ю. ш. 80°22′ з. д. / 29,48° ю. ш. 80,36° з. д. | 12,6        |
| C       | 26°17′ ю. ш. 81°28′ з. д. / 26,29° ю. ш. 81,47° з. д. | 10,3        |
| D       | 33°58′ ю. ш. 80°14′ з. д. / 33,96° ю. ш. 80,24° з. д. | 12,2        |

## См.также
- Список кратеров на Луне
- Лунный кратер
- Морфологический каталог кратеров Луны
- Планетная номенклатура
- Селенография
- Минералогия Луны
- Геология Луны
- Поздняя тяжёлая бомбардировка